# Благий Олег Миколайович
Олег Миколайович Благой (4 грудня 1979, м. Київ, СРСР) — український хокеїст, захисник.
Виступав за ШВСМ «Сокіл» (Київ), «Крижинка» (Київ), «Беркут-Київ», «Сокіл» (Київ), «Хімік» (Воскресенськ), ХК «Брест», АТЕК (Київ), «Керамін» (Мінськ), «Німан» (Гродно), ХК «Вітебськ», «Беркут» (Київ), «Компаньйон-Нафтогаз» (Київ).
У складі національної збірної України провів 51 матч (6+4), учасник чемпіонатів світу 2007, 2008 (дивізіон I), 2009 (дивізіон I) і 2010 (дивізіон I). У складі молодіжної збірної України учасник чемпіонату світу 1999 (група B).

## Досягнення
- Переможець Універсіади (1999)
- Чемпіон СЄХЛ (1999)
- Чемпіон України (1999, 2002, 2003, 2004, 2005, 2007)
- Володар Кубка України (2007).

Двоюрідний брат — відомий український хокеіст Роман Благий.